# Apteryx owenii
Kiwi-malhado-pequeno ou quiuí-malhado-pequeno (Apteryx owenii) ou quiuí-manchado-pequeno (português brasileiro) ou kiwi-malhado-pequeno (português europeu) é uma espécie de ave da família Apterygidae endêmica da Nova Zelândia.

## Distribuição geográfica e habitat
Historicamente encontrava-se distribuído por toda Nova Zelândia. Após a colonização europeia ficou restrito a sete ilhas costeiras onde foi introduzido e numa área na ilha do Norte onde foi reintroduzido (Santuário da Vida Selvagem Zealandia, em Wellington).